# Колючая проволока

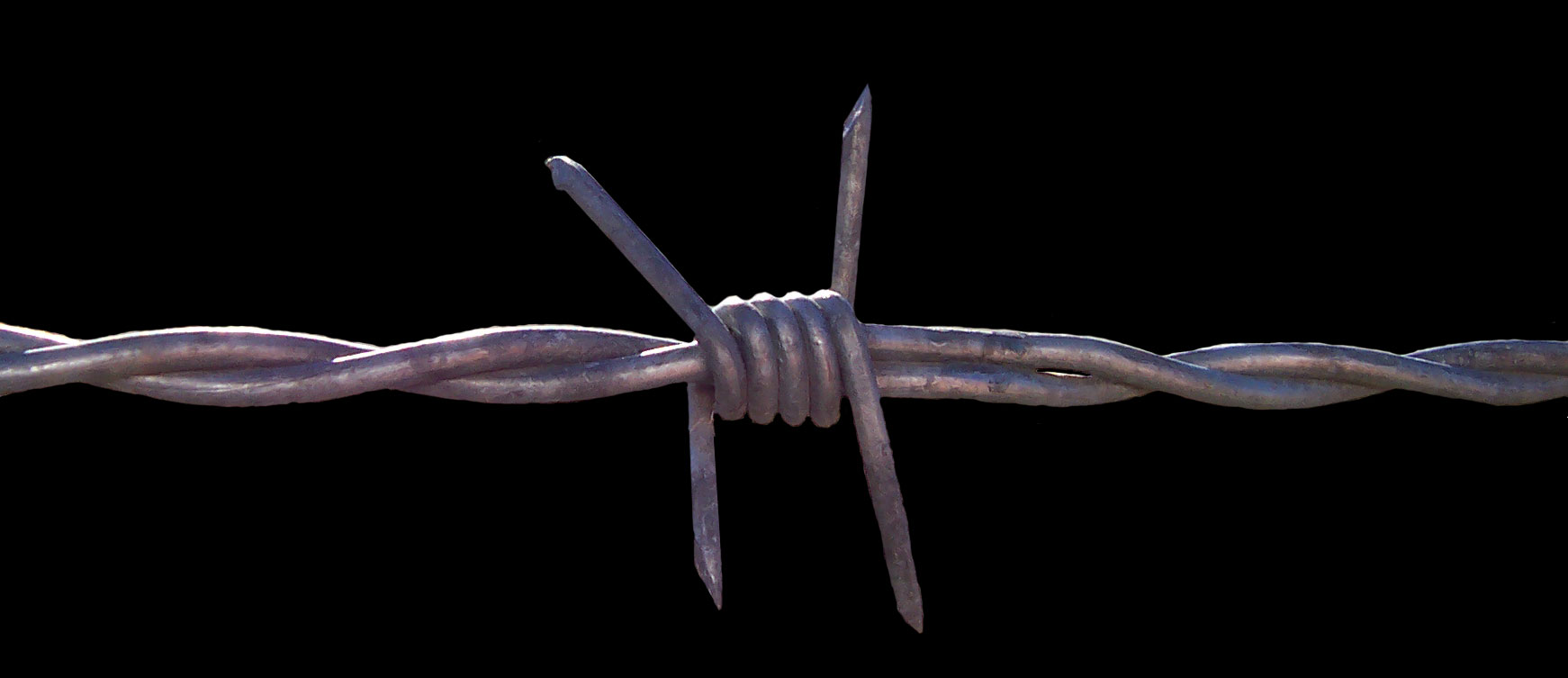
Двужильная колючая проволока.

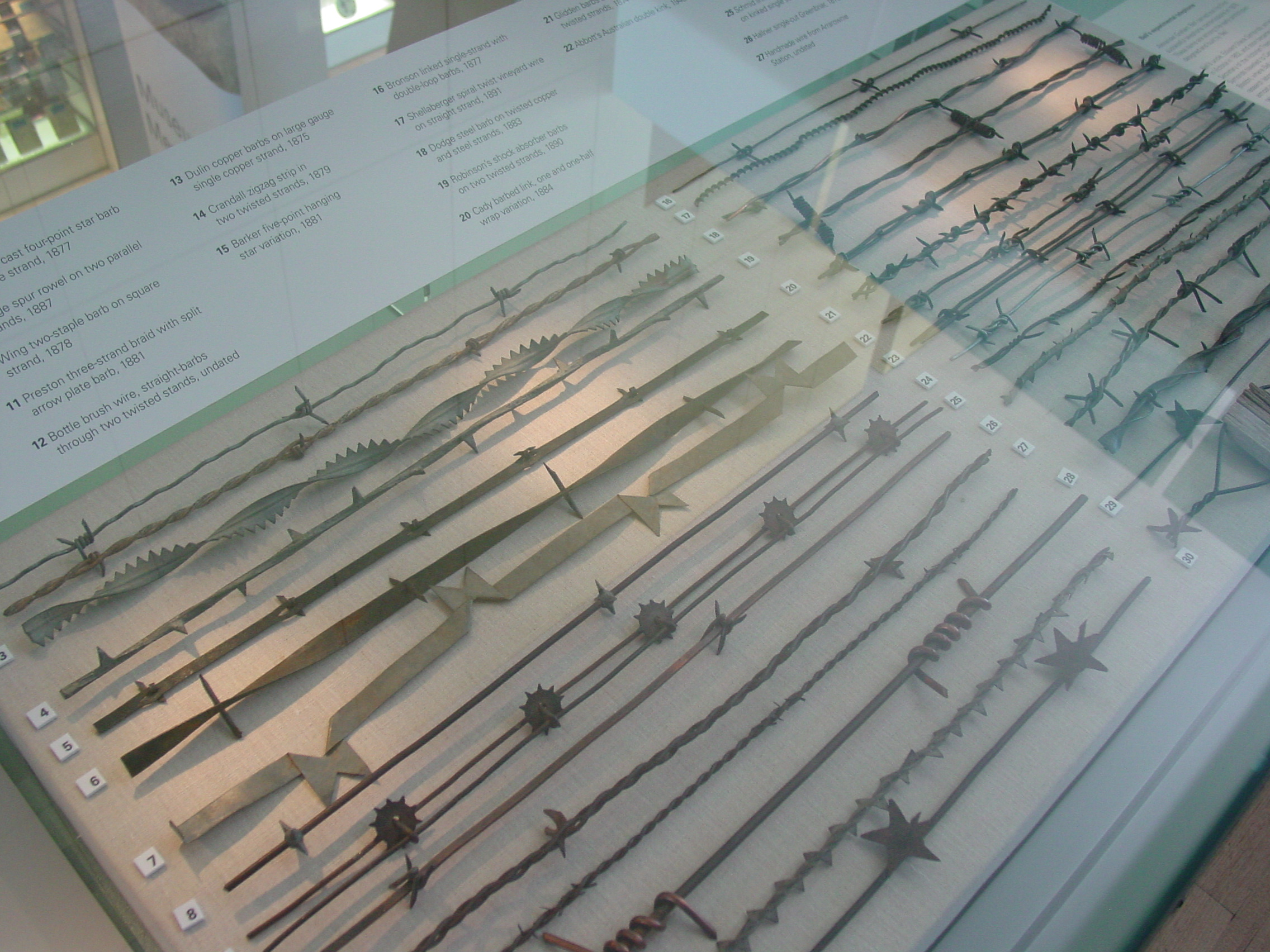
Различные виды колючей проволоки, Мельбурнский музей.

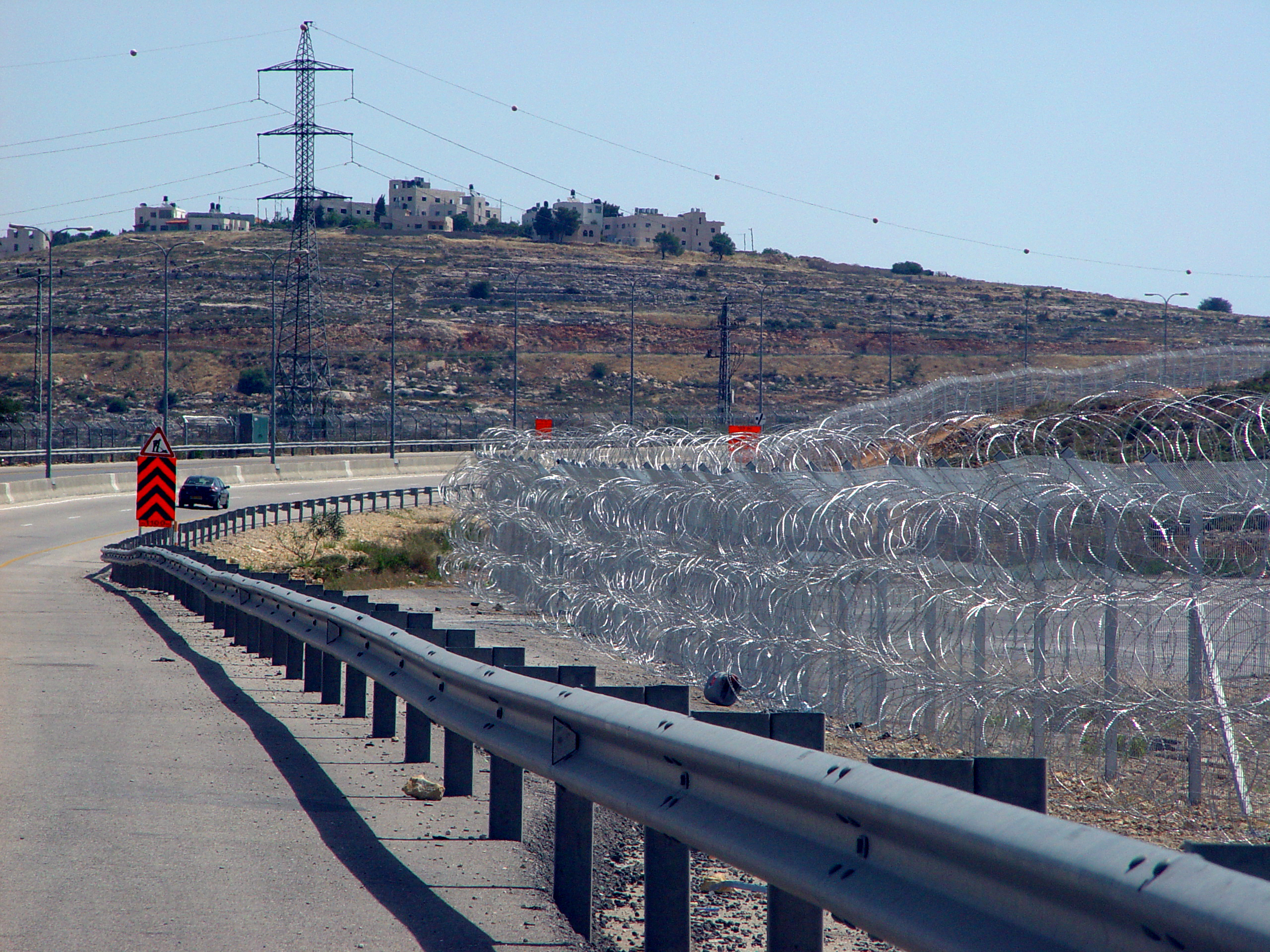
Колючая проволока Израильского разделительного барьера
(Гиват-Зеэв, май 2010 года).

Колю́чая про́волока (в просторечии «колючка») — оборонительное приcпособление в виде проволоки или узкая полоска металла (лента), с расположенными на ней острыми шипами, используемая для устройства простых и недорогих заграждений, а также для улучшения свойств уже существующих.
Человек или животное, пытаясь пройти сквозь ограждение из колючей проволоки, будет испытывать болезненные ощущения или может получить рану. Ограждение из колючей проволоки требует только опоры и саму проволоку. Его может быстро установить даже рабочий с низкой квалификацией. Колючая проволока была первым удачным ограждением, способным остановить крупный рогатый скот. Проволочные ограждения были дёшевы, и когда они стали широко доступными в конце XIX века в Соединённых Штатах, особенно в Техасе, стало возможным ограждать намного большие территории, чем раньше. Это дало огромный толчок развитию животноводства.

## История
Использование проволочных ограждений в военных целях применялось французской армией во время осады Севастополя в 1855 году.
Ограждение, состоящее из плоской и тонкой проволоки, было предложено во Франции в 1860 году. В апреле 1865 года Луи Франсуа Янин запатентовал двойную проволоку с ромбовидными металлическими зубцами. Майкл Келли из Нью-Йорка предложил использовать проволоку в животноводстве. В конце 1872 года фермер из Иллинойса Генри Роуз придумал новое ограждение для домашнего скота — проволочный забор, к которому прикреплены дощечки с кусками заточенной проволоки.
Он запатентовал его в мае 1873 года и продемонстрировал летом на сельскохозяйственной выставке в городе Де-Калб, Иллинойс. Это побудило Исаака Эллвуда, Джозефа Ф. Глиддена и Джекоба Хэйша работать над улучшением конструкции. Эллвуд запатентовал новый тип колючей проволоки в феврале 1874 года, но признал, что проект Глиддена лучше, чем его. Глидден изготовлял шипы дробилкой для кофе и обматывал их вокруг проволоки. Чтобы шипы не смещались, Глидден обматывал их другой проволокой. Удачная конструкция колючей проволоки Глиддена была основана на более ранних разработках, в том числе предложенной французом Луи Джаннином в 1865 году.
Эллвуд купил половину прав на изобретение Глиддена в июле 1874 года. Патент Глиддена вышел 24 ноября, и вместе они основали «I.L. Ellwood Manufacturing Company». Они начали производить колючую проволоку на заднем дворе скобяной лавки Эллвуда. Их бизнес быстро развивался. В 1876 году Глидден продал свою половину патента компании «Уошберн и Моэн» (Массачусетс).
В США в 1875 году было изготовлено 270 тонн колючей проволоки, а к 1900 году производство возросло до 150 000 тонн.

## Масса колючей проволоки
Выделяют два основных вида колючей проволоки: одноосная и двухосная. Основной нормативный документ: ГОСТ 285-69.
Справочная масса одного погонного метра двухосной проволоки:
- 2 (мм) — 0.068 (кг), 2.2 (мм) — 0.092 (кг), 2.5 (мм) — 0.097 (кг)[2].

Из-за сложной структуры изделия формулы для расчета массы колючей проволоки нет. Приведенные данные являются справочно-условными.

## Сельскохозяйственное ограждение

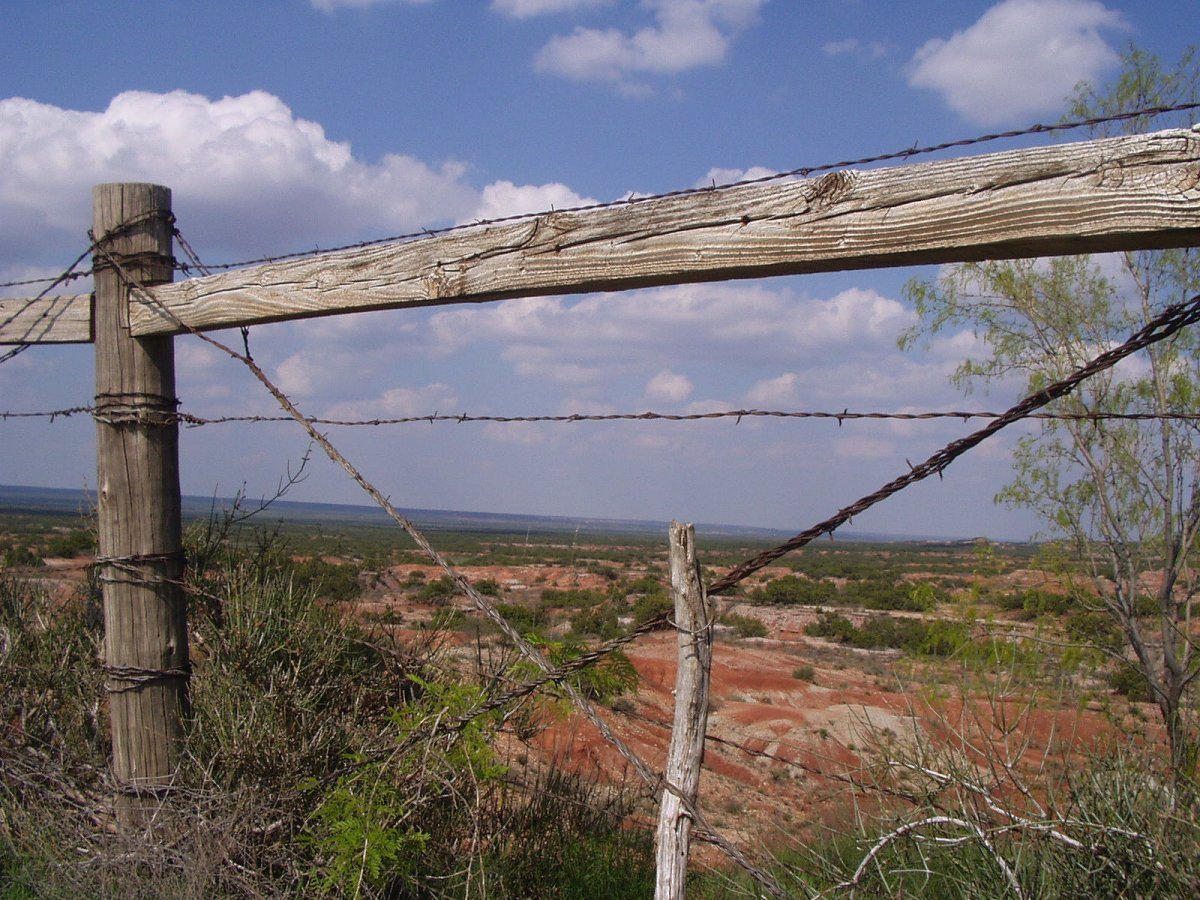
Ограждение из колючей проволоки в Техасе.

Ограждения из колючей проволоки стали стандартными для содержания крупного рогатого скота в большинстве, но не во всех государствах и странах. Проволока натягивается между столбами и затем прикрепляется на нужной высоте к деревянным столбам и доскам, или стальным столбам.
Промежутки между столбами меняются в зависимости от ландшафта — в холмистой местности столбы могут ставить и каждые три метра, тогда как на равнине на расстоянии 30 — 50 метров друг от друга. Столбы обычно размещают через 10 метров с 4 — 5 досками между ними.
Колючая проволока для сельскохозяйственных ограждений выпускается в двух вариантах: «мягкая» из мягкой стали и «упругая». Оба типа оцинковываются для увеличения срока службы. Упругая проволока делается более тонкой, но сталь более прочна. Большая прочность позволяет делать более длинные секции. Она выдерживает растяжения, создаваемые животными и перепадами температуры. Но из-за её упругости с ней труднее обращаться. С мягкой проволокой намного легче работать, но она менее долговечна и подходит только для коротких секций.
В России, согласно ГОСТ 285-69, колючая проволока изготавливается из термически обработанной проволоки (мягкой). Выпускается как оцинкованная, так и колючая проволока без покрытия.
В Новой Зеландии в колючих заборах делают проходы для собак, так как они — главные средства управления животными на фермах.

## Ограждение против людей

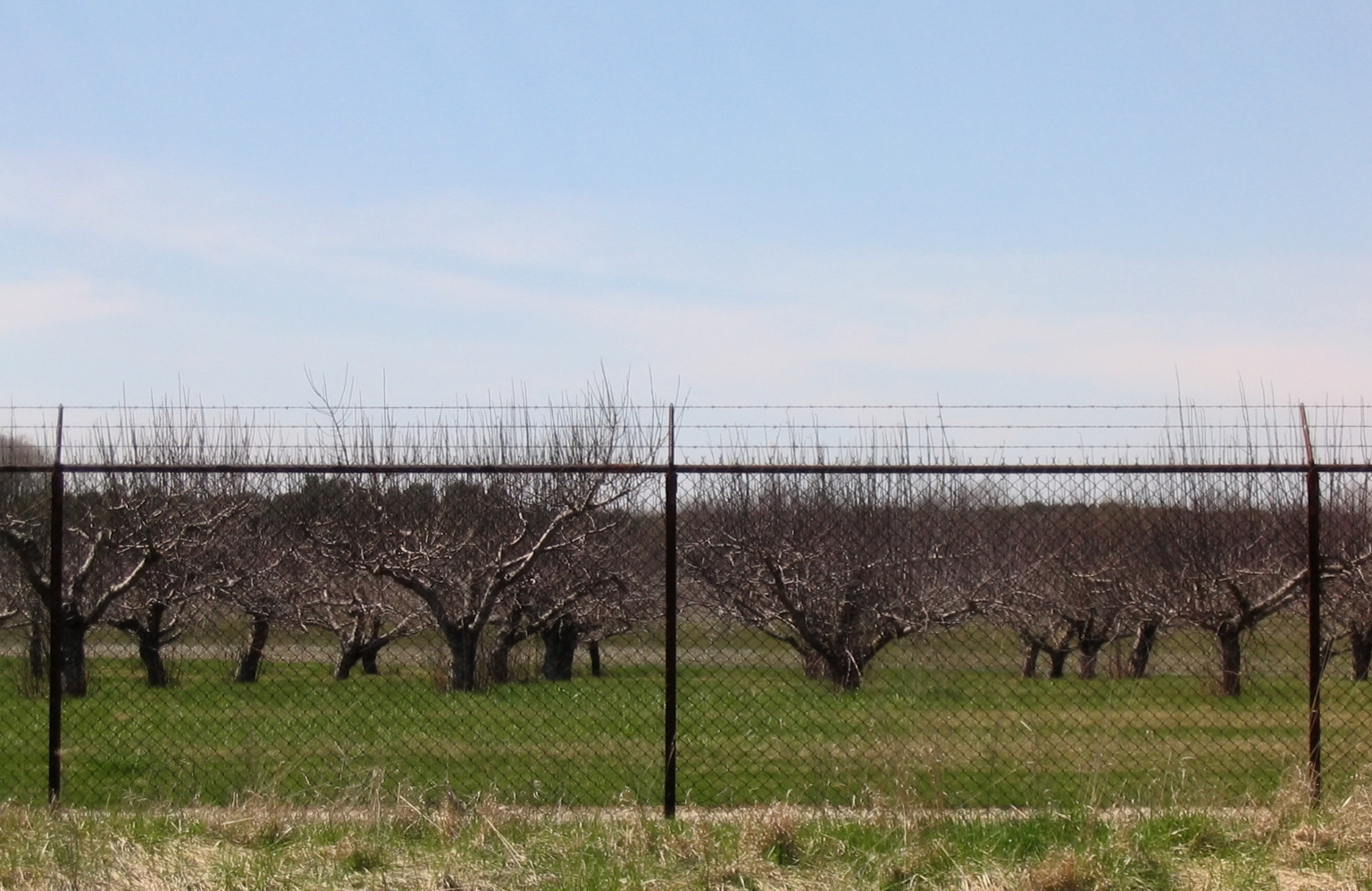
Забор с колючей проволокой наверху.

Вскоре колючую проволоку стали применять и против людей. Она стала использоваться для ограждения земельных участков, предприятий и других территорий, которые нужно было защитить от вторжения посторонних (например, ограждает контрольно-следовую полосу на государственной границе).
Секции проволоки зачастую делают наклонными наружу, что усложняет их преодоление. В военное время колючую проволоку также используют для строительства и укрепления фортификационных заграждений.
Проволочные заграждения наиболее эффективны при использовании совместно с пулемётами, так как при их преодолении пехотинец вынужден встать в полный рост и задержаться на одном месте, что значительно повышает вероятность его поражения. Проходы в проволочных заграждениях тоже являются удобным местом для поражения живой силы противника. В качестве контрмеры, начиная с Первой мировой войны, для образования проходов в защищаемых колючей проволокой полях используются танки и батальонная артиллерия.

... 14. Каждую стрелковую ячейку, независимо от наличия перед ней общих заграждений (проволока, минные поля), обеспечить непосредственными препятствиями, как то: замаскированные волчьи ямы, канавы и ровики, спотыкачи, низко натянутая на кольях проволока. Все препятствия располагать в 4-5 м от ячейки и тщательно замаскировать. ...— Директива командующего войсками Карельского фронта о службе войск 7-й армии на переднем крае обороны, от 2 сентября 1944 года.
Также колючая проволока стала применяться в тюрьмах и психбольницах для усложнения побега. В ограждениях против людей колючая проволока обычно закрепляется сверху на сплошном заборе или сетке Рабица.
Исходя из этих соображений, звено колючей проволоки стало символом ограничения свободы, тюремного заключения.
На армейском жаргоне один из видов заграждения (малозаметное препятствие, МЗП) — сеть на низких кольях именуется «Спотыкач». Заграждение представляет собой 4 — 6 рядов 25 — 30 сантиметровых кольев, к которым сверху с помощью проволочных скоб протягивается две — три нити ненатянутой колючей проволоки, одна или две нити протягиваются так, что образуют петли. Общая глубина заграждения составляет 4,5 и больше метров. «Спотыкач» предназначен для замедления движения пехоты и лишения её возможности наблюдать за полем боя и вести прицельный огонь из стрелкового оружия.

## Колючая лента

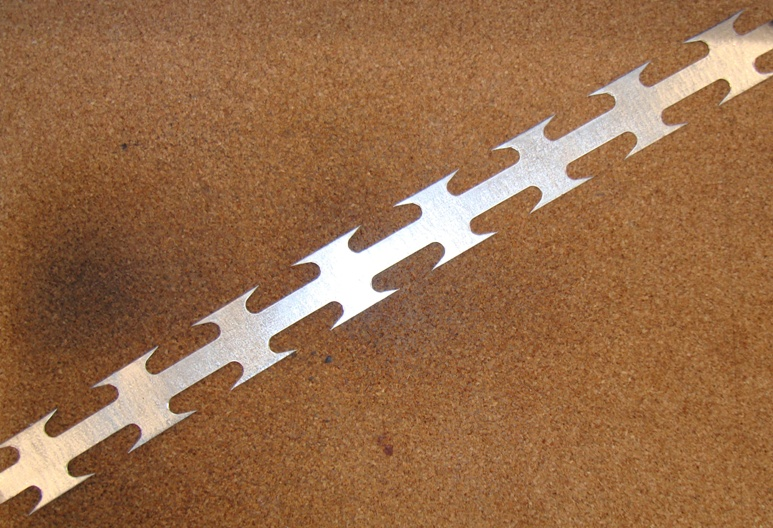
Колючая лента.

Колючая лента наносит более серьёзные раны и сложнее преодолевается людьми без инструментов, давая охране больше времени на реагирование.